# アブドゥル・ワハブ・アブ・アルハイル
アブドゥルワハーブ・アブー・アル＝ハイル（Abdul-Wahab Abu Al-Hail Labid、1975年12月21日 - ) は、イラク出身のサッカー指導者、元サッカー選手（同国代表）。ポジションはMF（ディフェンシブハーフ）。センターバックでもプレーした。
1997年からイラク代表に選出されており、65試合に出場8得点を挙げている。2004年のアテネオリンピックにもオーバーエイジ枠で出場し4位となっている。FIFAクラブワールドカップ2007では開幕戦のワイタケレ・ユナイテッド戦で1得点を挙げた。

## 所属クラブ
- アル・タラバ 1993-1999
- アル・アハリ 1999-2001
- アル・シャアブ 2001-2002
- アル・アハリ 2002-2003
- アル・シャアブ 2003
- エステグラル・アハヴァーズFC 2003-2006
- セパハンFC 2006-2009
- フーラードFC 2009
- アル・タラバ 2010-2013

| スタブアイコン | サブスタブ | この項目は、まだ閲覧者の調べものの参照としては役立たない、サッカー選手に関連した書きかけの項目です。この項目を加筆・訂正などしてくださる協力者を求めています（P:サッカー/PJ:サッカー選手/PJ:女子サッカー）。 |